# Den catalanske vej
Den catalanske vej (Via Catalana på catalansk) eller Den catalanske vej til selvstændighed (Via Catalana cap a la Independència) var en 48 mil lang menneskekæde, som dannedes gennem Catalonien den 11. september 2013. Den blev organiseret i forbindelse med den årlige markering af Cataloniens nationaldag og til støtte for catalansk selvstændighed fra Spanien. Inspirationen var hentet fra Den baltiske kæde.
Kæden strakte sig langs den antikke vej Via Augusta, fra Le Perthus i Languedoc-Roussillon til Alcanar ved Cataloniens grænse til regionen Valencia. Skønsmæssigt deltog 1,6 millioner mennesker i (eller i tilslutning til) kæden, heraf 500.000 i Barcelona.